# Ciénega del Mango
Ciénega del Mango är en ort i Mexiko.   Den ligger i kommunen Del Nayar och delstaten Nayarit, i den centrala delen av landet, 700 km väster om huvudstaden Mexico City. Ciénega del Mango ligger 729 meter över havet och antalet invånare är 175.
Terrängen runt Ciénega del Mango är kuperad norrut, men söderut är den bergig. Terrängen runt Ciénega del Mango sluttar västerut. Runt Ciénega del Mango är det mycket glesbefolkat, med 5 invånare per kvadratkilometer. Närmaste större samhälle är Presidio de los Reyes, 13,4 km väster om Ciénega del Mango. I omgivningarna runt Ciénega del Mango växer huvudsakligen savannskog.